# Akira Takayama

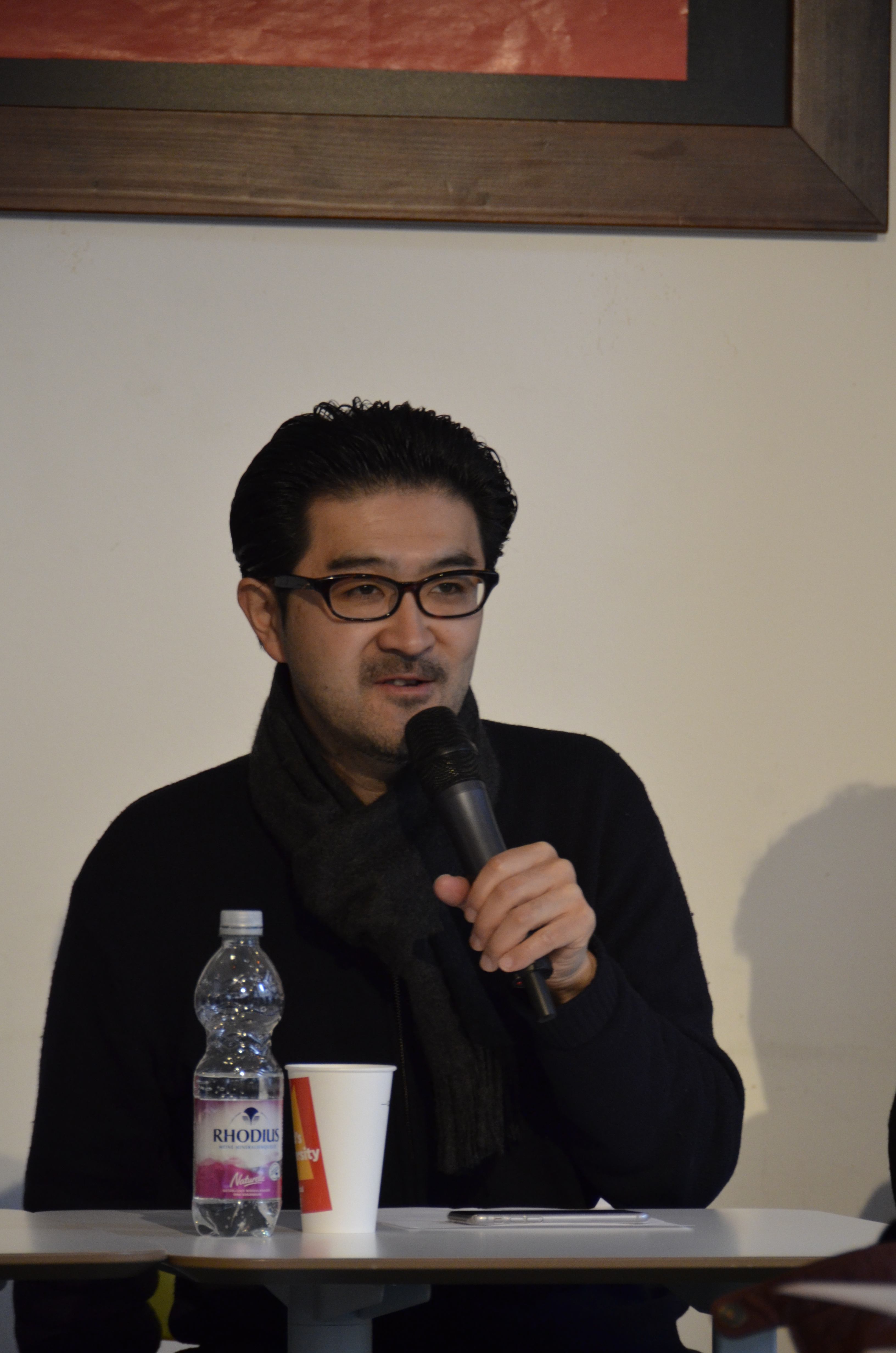
Akira Takayama (2017)

Akira Takayama (jap. 高山 明 Takayama Akira; * 1969) ist ein japanischer Theaterregisseur.

## Werdegang
Nach dem Abbruch seines literaturwissenschaftlichen Studiums an der Waseda-Universität in Tokio ging Takayama 1994 nach Europa. In Deutschland arbeitete er unter anderem als Assistent des Theatermachers Wolfram Mehring. Nach seiner Rückkehr nach Japan gründete Takayama im Jahr 2002 die Gruppe „Port B“ (ポルト・ビー), mit der er seitdem eine Reihe an Performances erarbeitet hat. Takayamas Arbeiten sind regelmäßig Bestandteil des Theaterfestivals Tokyo.
Sein Projekt „Compartment City – Tokyo“ (個室都市東京, koshitsu toshi tōkyō), das Takayama im Frühjahr 2009 für das Festival realisierte, wurde 2011 zu den Wiener Festwochen eingeladen. Dort erfuhr die als „Compartment City – Vienna“ (個室都市ウィーン, koshitsu toshi uīn) gezeigte „Selbsterfahrungs-Installation“  großes mediales Interesse – nicht zuletzt aufgrund der zeitlichen Nähe zu der Dreifachkatastrophe vom 11. März.
Zusammen mit der Dramaturgin und Gründerin des Festival/Tokyo, Chiaki Soma, war Akira Takayama im März 2012 in Berlin und Düsseldorf zu Gast, um über seine Arbeit als Künstler nach dem 11. März 2011 zu sprechen.

## Theaterkonzept

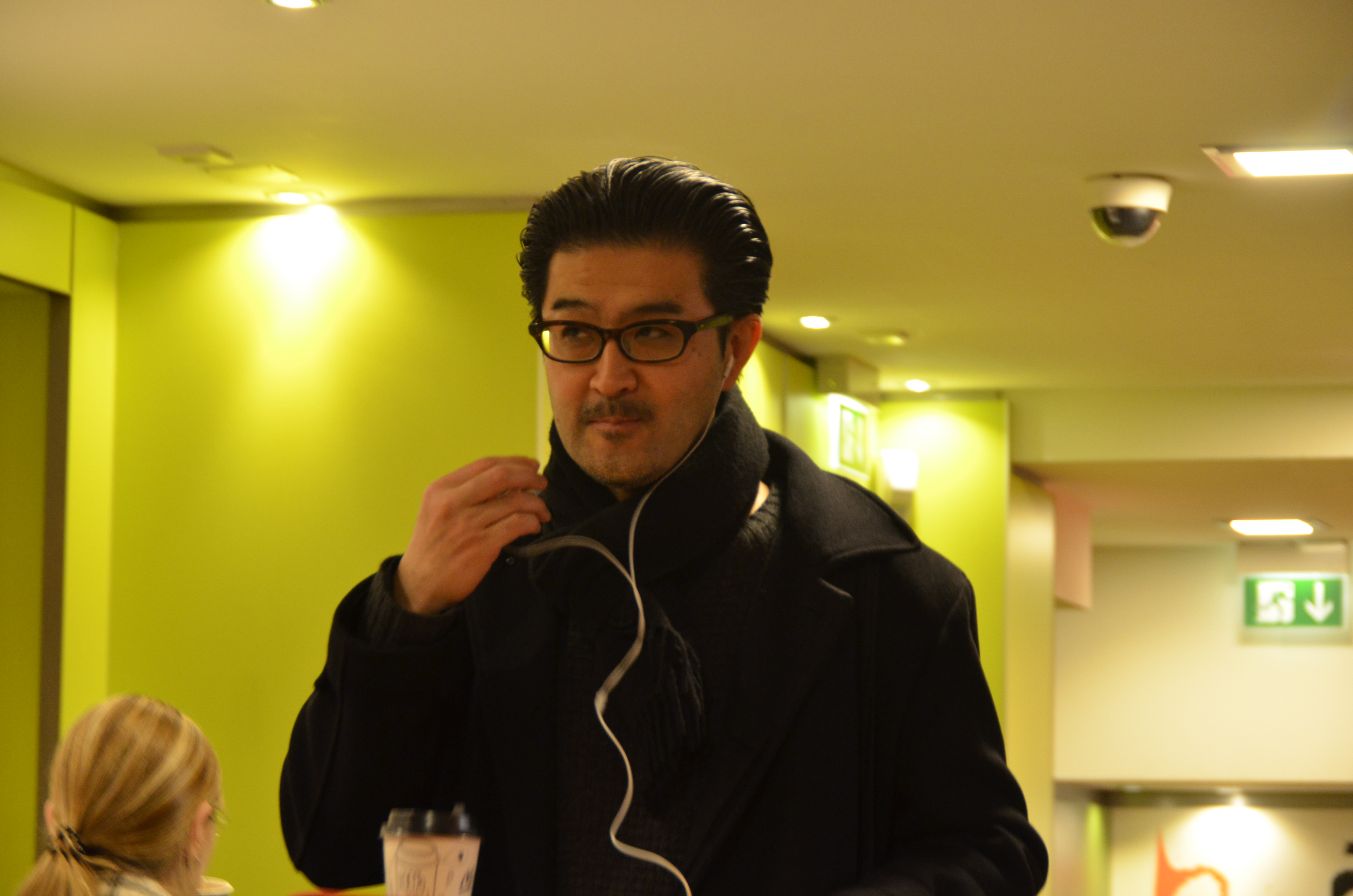
Akira Takayama während der McDonald’s Radio University im März 2017

Takayama erarbeitet mit seiner Gruppe Port B Projekte, die nach dem Wesen und den Möglichkeiten des Theaters fragen und die Grenzen des gegenwärtigen Theaters ausloten und für jedes Projekt neu definieren. Charakteristisch für Takayama sind häufig als Rundgang konzipierte On-Site-Performances sowie die Arbeit mit dem Internet (insbesondere der Kommunikationsplattform Twitter), medialen Versatzstücken und Zitaten des Stadtraumes, aus deren Neuanordnung seine Projekte entstehen.
Oft wird die Stadt selbst als interaktive Installation, durch die sich der teilnehmende Zuschauer bewegt, begriffen. Die Teilnehmer des Projektes Sunshine 62 (サンシャイン62, 2008) beispielsweise waren dazu aufgefordert, sich während einer knapp dreistündigen Tour rund um den berühmten Wolkenkratzer Sunshine 60 im Stadtbezirk Ikebukuro mit vergessenen Orten und Ereignissen der japanischen Nachkriegsgeschichte auseinanderzusetzen. Der Titel Sunshine 62 verweist auf die 62 Jahre, die zum Entstehungszeitpunkt des Projektes seit dem Ende des Zweiten Weltkrieges vergangen waren.

### Compartment City – Tokyo
„Compartment City – Tokyo“ kombinierte einen Rundgang mit der Möglichkeit, sich für einen bestimmten Zeitraum in einer Videokabine einzumieten, die  auf dem Vorplatz des Tokyo Metropolitan Art Space errichtet worden waren. Pro Stunde waren 500 Yen zu zahlen, offenbar in Anlehnung an private Kabinen, die man in Internetcafés mieten kann und die immer häufiger auch Obdachlosen als nächtliche Zufluchtsstätte dienen. Takayama zeigte in den Kabinen in Ikebukuro Videoaufnahmen von Interviews, die auf dem Vorplatz mit zufällig vorbeikommenden Menschen geführt worden waren, darunter Obdachlose, Touristen, Passanten. Analog dazu wurden bei den Wiener Festwochen Interviews aus Tokyo und Wien gezeigt. In dieser Arbeit zeigte sich besonders deutlich, wie Takayama mit den Mitteln eines radikal erweiterten Theaterbegriffs verborgene und oft verdrängte Realitäten ausstellt.

### Referendum Project
Takayamas Produktion „Referendum Project“ (国民投票ポルジェクト, kokumin tōhyō purojekuto, 2011) spielt innerhalb eines theatralen Referenzrahmens einen fiktiven Volksentscheid zur Atomkraft durch. Für sein „Referendum Project“ tourte Takayama mit einem Lastwagen, der mit einer Videoinstallation bestückt war, durch Japan, und steuerte zehn Stationen in Tokyo und drei in der Präfektur Fukushima an. Gezeigt wurden Videos von Schülern der Mittelstufe aus Tokyo und Fukushima, die zu ihrer Einschätzung der gegenwärtigen Verfassung der japanischen Gesellschaft befragt worden waren. Auf der Homepage zum Projekt. sind die einzelnen Stationen aufgelistet und jeweils Informationen zum Standort des Lastwagens, ein Travelogue und ausgefüllte Fragebögen der Teilnehmer hinterlegt.
Indem es die Stimmen derjenigen hörbar macht, die sonst nicht gehört werden, proklamiert das „Referendum Project“ die utopisch anmutende Vision eines Theaters, das als Ort der Kommunikation fungiert. Takayama will auch denjenigen, die bei einem realen Volksentscheid nicht stimmberechtigt wären – Minderjährige, Kinder, Ausländer – eine Beteiligung an seinem künstlerischen Dialog ermöglichen. In der Konsequenz zielt Takayama nicht auf ein Ergebnis im Sinne einer Entscheidung für oder gegen eine Option, sondern darauf, eine Vielfalt an Meinungen und Stimmen zu sammeln und diesen via Internet zu einer eigenen Öffentlichkeit zu verhelfen. Hierin unterscheidet sich Takayamas Projekt von dem Volksentscheid über die Inbetriebnahme des Kernkraftwerks im österreichischen Zwentendorf im Jahr 1978, der ihn zu dieser Arbeit inspirierte.
Es ist das bisher wohl politischste Projekt des Regisseurs – immerhin ist in Japan bis heute kein tatsächlicher Volksentscheid durchgeführt worden. Auch wenn Takayamas Fazit aufgrund der geringen Bereitschaft des Publikums, sich zu beteiligen, eher ernüchtert ausfiel, soll das Projekt in weiteren Städten fortgesetzt werden.

### McDonald’s Radio University

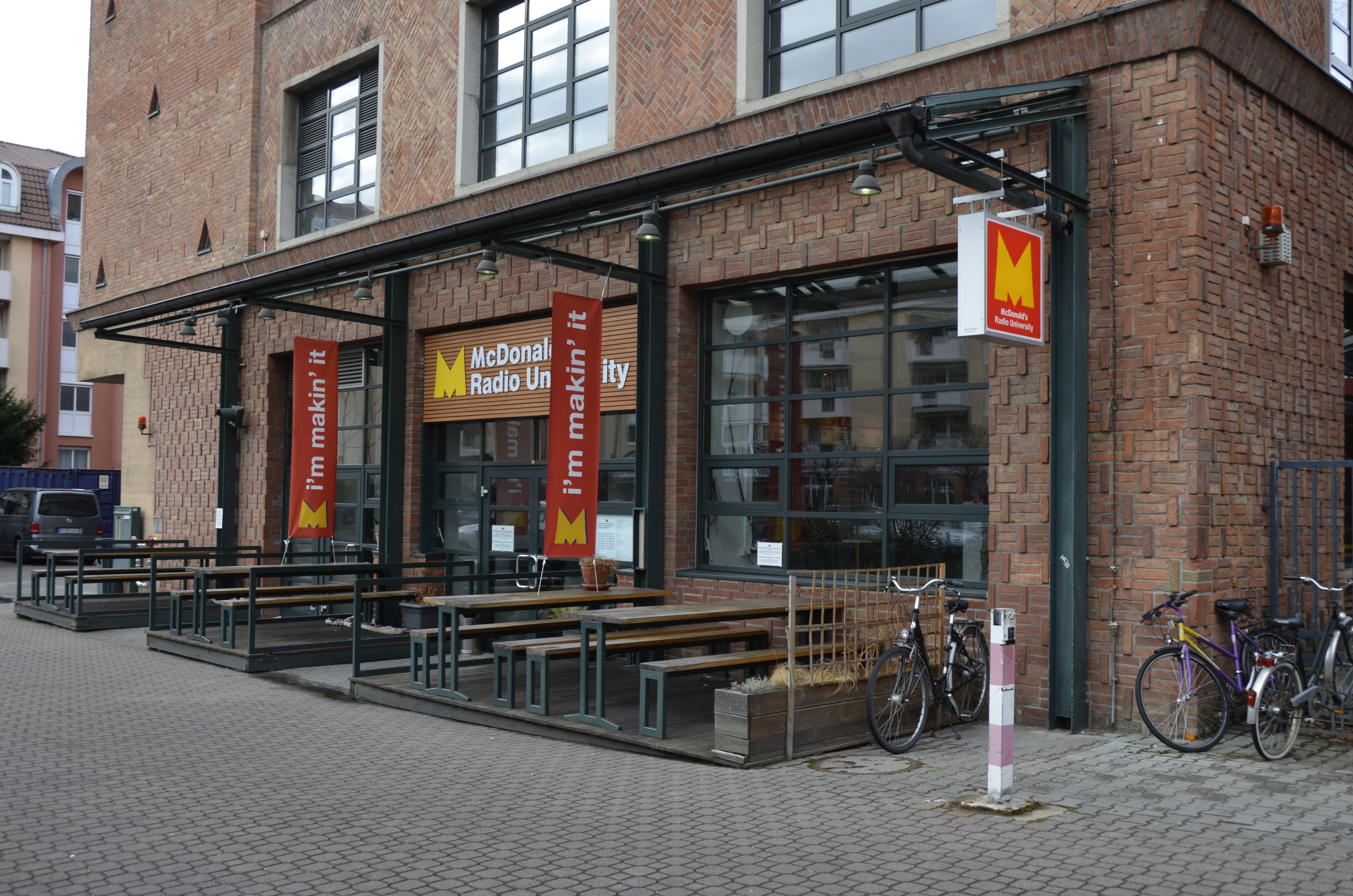
McDonald’s Radio University am Künstlerhaus Mousonturm

Takayamas aktuelles Projekt „McDonald’s Radio University“ (MRU) greift das Konzept einer mobilen Universität des britischen Architekten Cedric Price auf. MRU ist das erste Projekt der Projektserie European Thinkbelt mit dem Schwerpunkt Migration und Flucht. Geflüchtete Lehrende aus Afghanistan, Syrien, Pakistan, Ghana, Burkina Faso, Eritrea und dem Iran geben in Filialen der Fast-Food-Kette McDonald’s Vorlesungen zu verschiedenen Studienfächern. Die Zuhörer empfangen die Vorlesungen über Radios im UKW-Rundfunkband. Das Projekt begann am Künstlerhaus Mousonturm in Frankfurt am Main im März 2017. Die Projektserie European Thinkbelt soll entlang der Balkanroute bis nach Athen hin fortgesetzt werden.